# SM Megamall
El SM Megamall es un centro comercial ubicado en el distrito financiero de Ortigas del área Metropolitana de Manila, Filipinas. Es uno de los mayores Centros comerciales del tipo SM desarrollados y operados por SM Prime Holdings, el operador de centros comerciales más grande de Filipinas propiedad de Henry Sy Sr. El centro comercial cuenta con dos edificios conectados con un puente y ocupa una superficie de aproximadamente 10 hectáreas y tiene una superficie total estimada en 506.435 metros cuadrados (5.451.220 pies cuadrados), lo que lo convierte en  el centro comercial más grande en el país. El centro comercial tiene una capacidad máxima de 4 millones de personas. 